# باول فليمنيغ
باول فليمنيغ هو لاعب كرلنغ كندي، ولد في 8 أكتوبر 1968 في هاليفاكس في كندا.